# Premjer-Liga 2018 (Kasachstan)
Die Premjer-Liga 2018 war die 27. Spielzeit der höchsten kasachischen Spielklasse im Fußball der Männer. Sie begann am 11. März und endete am 20. November. Der FK Astana ging als Titelverteidiger in die Saison und konnte am Ende seinen fünften Titel gewinnen.

## Modus
Die zwölf Mannschaften spielten jeweils dreimal gegeneinander und alsolvierten dabei 33 Saisonspiele. Der Meister qualifizierte sich für die UEFA Champions League, der Zweite, Dritte und der Pokalsieger für die UEFA Europa League.
Die beiden letzten Vereine stiegen direkt ab, der Drittletzte musste in die Relegation.

## Vereine
| Verein                 | Stadion                          | Kapazität |
| ---------------------- | -------------------------------- | --------- |
| FK Qairat Almaty       | Zentralstadion Almaty            | 23.804    |
| FK Aqtöbe              | Zentralstadion Aqtöbe            | 13.105    |
| FK Astana              | Astana Arena                     | 30.000    |
| FK Atyrau              | Munaischy-Stadion                | 08.690    |
| Schetissu Taldyqorghan | Schetissu-Stadion                | 05.500    |
| Aqschajyq Oral         | Pjotr-Atojan-Stadion             | 08.320    |
| Ertis Pawlodar         | Zentralstadion Pawlodar          | 15.000    |
| Schachtjor Qaraghandy  | Schachtjor-Stadion               | 19.000    |
| Tobyl Qostanai         | Zentralstadion Qostanai          | 08.320    |
| Qaisar Qysylorda       | Gany Muratbajew-Stadion          | 07.000    |
| Ordabassy Schymkent    | Kaschimukan-Munaitpassow-Stadion | 20.000    |
| FK Qysyl-Schar SK      | Karasai-Stadion                  | 12.000    |

## Abschlusstabelle
| Pl. | Verein                     | Sp. | S  | U  | N  | Tore    | Diff. | Punkte |
| --- | -------------------------- | --- | -- | -- | -- | ------- | ----- | ------ |
| 1.  | FK Astana (M)              | 33  | 24 | 5  | 4  | 066:220 | +44   | 77     |
| 2.  | FK Qairat Almaty (P)       | 33  | 19 | 5  | 9  | 060:330 | +27   | 62     |
| 3.  | Tobyl Qostanai             | 33  | 15 | 8  | 10 | 036:300 | +6    | 53     |
| 4.  | Ordabassy Schymkent        | 33  | 13 | 7  | 13 | 038:440 | −6    | 46     |
| 5.  | Qaisar Qysylorda           | 33  | 11 | 12 | 10 | 035:310 | +4    | 45     |
| 6.  | Schetissu Taldyqorghan (N) | 33  | 11 | 10 | 12 | 036:400 | −4    | 43     |
| 7.  | FK Aqtöbe 1                | 33  | 13 | 9  | 11 | 051:470 | +4    | 42     |
| 8.  | Schachtjor Qaraghandy      | 33  | 8  | 12 | 13 | 029:360 | −7    | 36     |
| 9.  | FK Atyrau                  | 33  | 9  | 9  | 15 | 033:460 | −13   | 36     |
| 10. | Ertis Pawlodar             | 33  | 10 | 5  | 18 | 028:450 | −17   | 35     |
| 11. | FK Qysyl-Schar SK (N)      | 33  | 10 | 5  | 18 | 027:480 | −21   | 35     |
| 12. | Aqschajyq Oral             | 33  | 7  | 9  | 17 | 031:480 | −17   | 30     |

Platzierungskriterien: 1. Punkte – 2. Tordifferenz – 3. Siege – 4. geschossene Tore – 5. Direkter Vergleich (Punkte, Tordifferenz, geschossene Tore) 
| (M) | amtierender Meister                |
| (P) | amtierender Pokal-Sieger 2017      |
| (N) | Neuaufsteiger der Ersten Liga 2017 |

### Kreuztabelle
Die Kreuztabelle stellt die Ergebnisse dieser Saison dar. Die Heimmannschaft ist in der linken Spalte, die Gastmannschaft in der oberen Zeile aufgelistet.
| Spiele 1–22            | FK Astana | FK Qairat Almaty | Tobyl Qostanai | Ordabassy Schymkent | Qaisar Qysylorda | Schetissu Taldyqorghan | FK Aqtöbe | Schachtjor Qaraghandy | FK Atyrau | Ertis Pawlodar | FK Qysyl-Schar SK | Aqschajyq Oral |
| ---------------------- | --------- | ---------------- | -------------- | ------------------- | ---------------- | ---------------------- | --------- | --------------------- | --------- | -------------- | ----------------- | -------------- |
| FK Astana              |           | 1:1              | 1:0            | 5:3                 | 2:0              | 3:0                    | 3:1       | 2:0                   | 2:0       | 3:0            | 2:0               | 3:0            |
| FK Qairat Almaty       | 1:2       |                  | 1:0            | 2:0                 | 4:1              | 2:1                    | 3:2       | 2:0                   | 2:0       | 4:0            | 2:1               | 3:0            |
| Tobyl Qostanai         | 0:0       | 1:0              |                | 1:1                 | 0:3              | 1:0                    | 2:3       | 0:1                   | 3:2       | 1:1            | 0:1               | 1:1            |
| Ordabassy Schymkent    | 1:2       | 2:1              | 0:1            |                     | 1:2              | 1:2                    | 3:1       | 2:1                   | 0:2       | 1:0            | 2:1               | 2:1            |
| Qaisar Qysylorda       | 0:2       | 1:2              | 2:2            | 0:0                 |                  | 0:0                    | 0:1       | 3:0                   | 0:0       | 0:0            | 2:1               | 1:1            |
| Schetissu Taldyqorghan | 0:2       | 1:3              | 0:1            | 4:2                 | 1:0              |                        | 1:2       | 1:0                   | 2:2       | 2:1            | 2:1               | 1:1            |
| FK Aqtöbe              | 1:1       | 1:1              | 0:1            | 3:1                 | 3:1              | 1:1                    |           | 2:0                   | 5:1       | 1:1            | 2:0               | 5:3            |
| Schachtjor Qaraghandy  | 1:0       | 1:1              | 0:1            | 0:0                 | 2:2              | 1:1                    | 1:1       |                       | 3:0       | 0:1            | 2:1               | 1:2            |
| FK Atyrau              | 0:2       | 1:3              | 0:2            | 0:1                 | 2:1              | 1:0                    | 1:1       | 0:0                   |           | 2:0            | 0:0               | 2:0            |
| Ertis Pawlodar         | 1:6       | 1:2              | 0:1            | 1:2                 | 0:1              | 0:2                    | 2:1       | 1:1                   | 2:1       |                | 5:0               | 2:0            |
| FK Qysyl-Schar SK      | 0:2       | 1:3              | 1:2            | 1:2                 | 0:0              | 1:0                    | 2:1       | 1:0                   | 1:1       | 1:0            |                   | 2:1            |
| Aqschajyq Oral         | 3:0       | 1:2              | 1:3            | 4:1                 | 0:0              | 2:0                    | 1:1       | 1:1                   | 1:1       | 1:0            | 2:0               |                |

| Spiele 23–33           | FK Astana | FK Qairat Almaty | Tobyl Qostanai | Ordabassy Schymkent | Qaisar Qysylorda | Schetissu Taldyqorghan | FK Aqtöbe | Schachtjor Qaraghandy | FK Atyrau | Ertis Pawlodar | FK Qysyl-Schar SK | Aqschajyq Oral |
| ---------------------- | --------- | ---------------- | -------------- | ------------------- | ---------------- | ---------------------- | --------- | --------------------- | --------- | -------------- | ----------------- | -------------- |
| FK Astana              |           | 3:2              | –              | 1:1                 | 0:0              | 3:0                    | –         | –                     | –         | 4:0            | 3:0               | –              |
| FK Qairat Almaty       | –         |                  | 0:0            | –                   | –                | –                      | 6:1       | 0:0                   | 4:2       | 0:1            | –                 | 0:1            |
| Tobyl Qostanai         | 1:0       | –                |                | 1:0                 | 0:0              | 2:2                    | –         | –                     | –         | 1:2            | 3:0               | –              |
| Ordabassy Schymkent    | –         | 2:0              | –              |                     | –                | –                      | 0:0       | 1:1                   | 1:0       | 0:2            | –                 | 1:0            |
| Qaisar Qysylorda       | –         | 1:2              | –              | 2:1                 |                  | 1:0                    | –         | 2:1                   | 2:2       | –              | –                 | –              |
| Schetissu Taldyqorghan | –         | 1:0              | –              | 1:1                 | –                |                        | –         | 1:1                   | 0:0       | 2:0            | –                 | 3:1            |
| FK Aqtöbe              | 1:2       | –                | 3:1            | –                   | 0:2              | 2:3                    |           | –                     | –         | 2:0            | 1:0               | –              |
| Schachtjor Qaraghandy  | 3:1       | –                | 2:1            | –                   | –                | –                      | 0:1       |                       | 2:1       | –              | –                 | 1:0            |
| FK Atyrau              | 0:1       | –                | 2:1            | –                   | –                | –                      | 3:1       | –                     |           | –              | 3:2               | 2:1            |
| Ertis Pawlodar         | –         | –                | –              | –                   | 0:1              | –                      | –         | 1:1                   | 1:0       |                | 0:1               | 2:0            |
| FK Qysyl-Schar SK      | –         | 2:1              | –              | 1:2                 | 1:0              | 1:1                    | –         | 2:1                   | –         | –              |                   | –              |
| Aqschajyq Oral         | 1:2       | –                | 0:1            | –                   | 0:4              | –                      | 0:0       | –                     | –         | –              | 0:0               |                |

### Relegation
Die beiden Relegationsspiele zwischen dem Zehnten der Premjer-Liga und dem Dritten der 1. Liga wurden am 16. und 20. November 2018 ausgetragen.
| Datum             |                    | Ergebnis  |                    | Tore                                                          |
| ----------------- | ------------------ | --------- | ------------------ | ------------------------------------------------------------- |
| 16. November 2018 | FK Qyran Schymkent | 0:3 (0:2) | Ertis Pawlodar     | 0:1 Rodrigo Antônio, 0:2 Schestakow, 0:3 Pasylchan (Eigentor) |
| 20. November 2018 | Ertis Pawlodar     | 2:1 (0:0) | FK Qyran Schymkent | 1:0 Arman Smailow, 1:1 Serižan Abžal, 2:1 Milos Stamenkovič   |
| Gesamt:           | FK Qyran Schymkent | 1:5       | Ertis Pawlodar     |                                                               |

## Torschützenliste
| Pl. | Name                | Team                  | Tore |
| --- | ------------------- | --------------------- | ---- |
| 01. | Marcos Pizzelli     | FK Aqtöbe             | 18   |
| 02. | Aderinsola Eseola   | FK Qairat Almaty      | 17   |
| 03. | Marin Tomasov       | FK Astana             | 14   |
| 04. | Isael               | FK Qairat Almaty      | 12   |
| 05. | Bratislav Punoševac | Qaisar Qysylorda      | 10   |
| 05. | Alexei Schtschotkin | FK Astana             | 10   |
| 07. | Andrei Arschawin    | FK Qairat Almaty      | 9    |
| 07. | Malick Mane         | Aqschajyq Oral        | 9    |
| 09. | Tunde Adeniji       | FK Atyrau             | 8    |
| 09. | Damir Kojašević     | Schachtjor Qaraghandy | 8    |
| 09. | Timur Muldinow      | FK Qysyl-Schar SK     | 8    |
| 09. | Roman Murtasajew    | FK Astana             | 8    |
| 09. | Asat Nurgalijew     | Tobyl Qostanai        | 8    |
| 09. | Patrick Twumasi     | FK Astana             | 8    |